# Theo Heyliger
Theodore E. (Theo) Heyliger (Sint Maarten, 30 maart 1970) is een Sint Maartens politicus namens de United People's Party (UP). Hij was de eerste minister van Volkshuisvesting, Ruimtelijke Ordening, Milieu en Infrastructuur, nadat Sint Maarten op 10 oktober 2010 de status van land binnen het Koninkrijk der Nederlanden had verkregen.

## Biografie
Theo Heyliger is de zoon van Lillian Agnes Wathey en Emanuel Heyliger en kleinzoon van Claude Wathey, oprichter  van de Democratische Partij Sint Maarten (DP). Hij doorliep de middelbare school op Sint Maarten en vertrok in 1989 voor studie naar de Verenigde Staten aan de Johnson & Wales College in Providence, Rhode Island. Na terugkeer was Heyliger werkzaam bij Intermar Shipping, het familiebedrijf in de transportsector. Heyliger is gehuwd met Grisha Marten en heeft drie kinderen.

### Politieke loopbaan
Heyliger startte zijn politieke carrière bij de DP en werd in 1995 gekozen tot eilandsraadlid. Toen de SPA- en DP-partijen een "nationale" coalitie aangingen trad hij vervolgens aan als gedeputeerde van toerisme, economische zaken en transport in het Sint Maartens bestuurscollege en werd op 25-jarige leeftijd hij de jongste eilandsbestuurder die de Nederlandse Antillen ooit gekend had. Na de statenverkiezingen in 1998 was Heyliger lid van de Staten van de Nederlandse Antillen. In 1999 nam hij ontslag om terug te keren als Sint Maartens gedeputeerde voor openbare werken en volkshuisvesting, welke functie hij tot 2010 bekleedde.
Heyliger, inmiddels de machtigste politicus op Sint Maarten,
brak in 2009 met de DP en richtte de United People's Party (UP) op. Van de opeenvolgende statenverkiezingen in 2010, 2014 en 2016 was de UP de grote winnaar en was Heyliger als lijsttrekker op afstand de grootste stemmentrekker van Sint Maarten. Hij fungeerde tussen 10 oktober 2010 en 21 mei 2012 als minister Volkshuisvesting, Ruimtelijke Ordening, Milieu en Infrastructuur, tevens vice-premier in het Kabinet-Wescot-Williams I. In 2014 benoemde de gouverneur Heyliger tot formateur nadat de UP met zeven zetels de grootste partij werd. Heyliger, die verdacht werd van stemfraude in 2010, kon geen premier worden en zocht Marcel Gumbs aan om dit ambt namens de UP op zich te nemen. Heyliger nam vervolgens zitting in de Staten van Sint Maarten als lid en UP-fractieleider. 
In de nasleep van de orkaan Irma, die het eiland op 6 september 2017 hard trof en de economie lamlegde, besloten de partijen DP en UP samen te werken onder de naam United Democrats (UD). De UD, met Heyliger als lijsttrekker, werd tijdens de statenverkiezingen van 2018 de grootste partij van Sint Maarten. Heyliger werd opnieuw formateur, hetgeen resulteerde in de totstandkoming van het Kabinet-Marlin-Romeo II. Hij bleef aan als statenlid en was tevens UD-fractieleider. In maart 2019, een maand na zijn aanhouding op verdenking van betrokkenheid bij de corruptiezaak Larimar, werd hij als statenlid geschorst en ontslag verleend op 10 februari 2020. Hij trad vanuit zijn cel af als UD-leider. Heyliger nam geen deel aan de verkiezingen van 2020; evenwel stelde zijn vrouw zich kandidaat en werd op de UP-lijst met de meeste voorkeursstemmen gekozen tot statenlid.

### Zaken Catfish en Larimar
In de Catfish zaak werd Heyliger ervan verdacht tussen 2012 en 2013 parlementslid Romain Laville steekpenningen te hebben aangeboden, opdat hij zijn steun aan kabinet-Wescot-Williams II intrekt om deze ten val te brengen. In maart 2013 diende Laville een officiële klacht van poging tot omkoping bij de Landsrecherche in. Heyliger werd op 14 november 2019 door het Gerecht in eerste aanleg vrijgesproken van alle beschuldigingen, waarop het Openbaar Ministerie hoger beroep aantekende.
In de Larimar zaak gaat het om enorme corruptie en fraude in de bouwsector. Heyliger werd beschuldigd dat hij over een periode van 15 jaar USD 4 miljoen aan steekpenningen rondom een aantal bouwprojecten heeft ontvangen in ruil voor overheidsopdrachten terwijl hij een openbare ambt bekleedde. Op 15 mei 2020 werd hij veroordeeld tot een gevangenisstraf van vijf jaar.